# Louis Seguin (ingénieur)
Pour les articles homonymes, voir Louis Seguin et Seguin.
Louis Seguin (1869-1918) est un ingénieur et industriel français. Il a épousé Bénédicte Franc. Il a eu un fils Amédée Seguin (marié avec Joséphine Coonan). Amédée Seguin a eu trois enfants, John, Marc (1923) et Christiane.

## Famille
Son grand-père, Marc Seguin, était le premier constructeur français de ponts métalliques sous la Restauration, l’inventeur des chaudières tubulaires pour locomotives et le promoteur de la première ligne ferroviaire française Lyon - Saint-Étienne en 1831.
Son père, Augustin Seguin (1841-1904), était le fils aîné du second mariage de Marc Seguin. Son père Augustin Seguin s'était marié avec Marie Pauline Mangini, puis avec Marguerite de Montgolfier, enfin avec Mlle Consiglieri. Il eut onze enfants : Louis Seguin (1869-1918, fils de M.P. Mangini), Laurent Seguin (1883-1944) et Augustin Seguin (1889-1965).

## Carrière
Louis Seguin est ingénieur diplômé de l'École centrale Paris de la promotion 1891.
En 1895, à l’âge de 26 ans, l’ingénieur Louis Seguin ouvre sa première usine à Gennevilliers, dans la banlieue de Paris. Il acquiert la licence pour le moteur à pétrole GNOM auprès de la firme allemande Motoren Fabrik Oberursel. Il débute dans l’automobile avec des petits moteurs industriels à pétrole et à gaz pour cycles et pour coupés. Il s’appuyait pour cela sur René Luquet de Saint-Germain, son bailleur de fonds, responsable de la gestion commerciale, par ailleurs négociant en automobiles et futur administrateur de Gnome de 1907 à 1922. 
En 1903, alors que les frères Wright inaugurent l'ère du vol motorisé par un « plus lourd que l'air », Louis Seguin, accompagné de son frère Laurent, entend diversifier sa production en construisant des moteurs pour diverses applications industrielles. 
Louis Seguin fonde le 6 juin 1905 avec ses frères Laurent et Augustin, la société des moteurs Gnome à Gennevilliers (Hauts-de-Seine), société au capital de 500 000 francs. La firme commence ses activités dans le domaine des moteurs de bateau puis d’automobile avant de s’orienter vers les moteurs rotatif pour aéroplane. À cette époque, les nombreux constructeurs de moteurs à combustion interne tels que Panhard-Levassor, Peugeot, Clément-Bayard, Ader, Aster, Darracq, Chenu, etc., se contentaient d’adapter leurs engins pour l’aéronautique. Dès 1906, la société emploie une centaine de personnes.
Après avoir construit différents types de moteurs, et à la suite d'une crise commerciale de l’automobile, les frères Seguin se lancent dès 1907 dans un nouveau projet de moteur rotatif d'aviation, de sept cylindres en étoile de 50 ch refroidis par air : l'Omega. Le moteur est présenté en 1908 lors du premier Salon aéronautique. Il ne sera adopté par les avionneurs qu'entre l’été de 1909 et 1910. Plus de 1 700 de ces moteurs seront construits en France, sans compter les exemplaires produits sous licence en Allemagne, en Suède, en Grande-Bretagne, aux États-Unis et en Russie.
Le 27 août 1909, ce nouveau moteur, le Gnome Omega, permet à Henry Farman de battre le record du monde de distance et de durée (180 km en 3 heures et 15 minutes) sur un avion Voisin, et de remporter deux autres coupes. Le 28 mars 1910, sur l'Étang de Berre, Henri Fabre fait décoller le premier hydravion du monde, motorisé par un moteur Gnome Oméga. Le 10 juillet 1910 à Reims, Léon Morane est le premier pilote à dépasser les 100 km/h sur un monoplan Blériot équipé du même moteur. Ce moteur permettra de battre plus de 30 records. 
Environ 1 500 moteurs sont produits de 1910 à 1914. En 1915, la société des Moteurs Gnome fusionne avec la société Le Rhône de Louis Verdet et devient la société Gnome & Rhône et a son siége social au no 41 rue La Boétie à Paris. En 1945, elle est nationalisée et rebaptisée Snecma.

## Décoration
- Chevalier de la Légion d'honneur